# 천주교 샬롬 공동체
샬롬 천주교 공동체 (Comunidade Católica Shalom)는 가톨릭 교회에 의해 '신 교회'로 불리는 현재의 '신 교회'로 인정받고 있다. 가톨릭 교회의 공동체로, 샬롬 공동체는 그 구성원들의 명예스러운 삶을 통해 그 일에 헌신하고 있다.
샬롬 가톨릭 공동체는 1982년 모이세스 루로 아제베두 피뇨(Moyses Louro Azevedo Filho)에 의해 설립되었다. 이 시기에는 특히 제2 바티칸 공의회 이후로 교회가 젊은이들에게 세계에 참여하고 변화의 종자가 되며, 예수 그리스도의 모범을 따르는 평화의 건설자가 되도록 요구했다. 따라서 동일한 이상에 통합된 젊은이들이 모여 이 운동을 형성했으며, 이후 브라질로 확장되었다. 샬롬은 그들 자신을 식별하는 데 사용된 단어로, 조화, 통일, 축복, 기쁨 및 평화를 의미한다. 그들의 카리즈마는 젊은이들에 의한 젊은이들의 복음화로, 교회와 사회에서 그리스도의 얼굴이 되는 것을 목표로 한다.
가톨릭 카리스마 복음화는 카페테리아를 하나의 수단으로 하여 젊은이들을 하나님께 끌어들이게 했다. 오늘날 그것은 이 나라에서 큰 공동체가 되었으며, 1만 명 이상의 구성원이 있다.
이 공동체는 브라질의 여러 지역 및 해외 다양한 국가 (프랑스, 캐나다, 이탈리아, 이스라엘, 헝가리, 알제리, 마다가스카르, 스위스, 우루과이, 칠레, 가이아나, 프랑스, 영국, 미국, 파라과이, 볼리비아, 에콰도르, 튀니지, 페루, 포르투갈, 스페인, 카보 베르데, 모잠비크, 파나마, 아르헨티나, 필리핀, 폴란드 및 독일)에 60개 이상의 선교지에 흩어져 있는 수백 개의 기도 그룹을 보유하고 있다. 그들은 지역 주교들의 요청에 따라 이러한 그룹 및 교리 및 기독교 형성 과정 및 수련회에 대한 대형 및 소형 복음화 행사를 촉진한다.

## 교황청 승인
공동체는 2007년 2월 22일부터 유효한 선언으로 국제적인 신자 공동체로서 교황적 승인을 받았다. 새로운 공동체는 교회의 최근 현실이며, 교회의 사도 사역에서 점점 더 많이 나타나고 있다. 이제 얼마 동안 다양한 주교구에서 점진적으로 승인되어 왔으며, 그리고 점차 교황적 수준에서의 승인이 시작되었다.
신자 공동체가 승인을 받은 기간 동안, 샬롬 공동체는 세계적으로 수백 개의 새로운 공동체 중 세 번째로, 라틴 아메리카에서는 처음으로 승인을 받았다. 선언은 2007년 3월 13일에 무이제스 루로 아제베두 피뇨(Moysés Louro Azevedo Filho)에게 로마에서 전달되었으며, 이를 기념하기 위해 로마에서 축제적인 성전이 있었으며, 이에는 공동체가 존재하는 다양한 교구 및 국가의 순례자들이 참석했다.
물론 가장 주목할만한 대사 중 하나는 교황 베네딕토 16세가 샬롬 공동체에 교황 승인서를 전달하면서 “항상 선교하는 교회가 되어라!”라고 말한 것이다.
2012년 5월, 공동체의 30주년 기념식에서, 교황 베네딕토 16세가 이를 기념하여 교황위원회를 통해 공동체의 정식 인정과 규약 승인을 수여했다.
커뮤니티의 공동 창립자인 Emmir Nogueira에 따르면 이러한 인정은 다음과 같다.
1. 소명과 그 삶의 방식이 참됨을 인증한다. 2. 세계 어디에서나 교회가 필요하다고 선언한다. 삼. 교회가 지역 사회에 책임을 지도록 만든다.
2017년 9월, 공동체 창립 35주년을 기념하는 행사에서 약 3,000명의 회원들이 바티칸 에서 프란치스코 교황의 비공개 접견을 받았다.

## 의사소통
공동체는 24시간 AM 라디오 프로그래밍을 제공한다. 포르탈레자의 Radio Shalom 690 AM은 브라질 및 전 세계의 인터넷 사용자와 상호 작용하는 프로그래밍을 제공한다. 이는 공동체 포털을 통해 액세스할 수 있다.
2019년 7월 24일, 샬롬 FM 91.7은 공동체의 첫 FM 라디오 방송국으로 개장되었다. 이는 포르탈레자 대도시권의 Pacajus의 Boa Nova Radio 1410의 AM-FM 이주 라디오이다.